# Tế bào nhiên liệu kiềm

Biểu đồ giải thích một tế bào nhiên liệu kiềm.

Tế bào nhiên liệu kiềm (tiếng Anh: alkaline fuel cell) là loại tế bào nhiên liệu lâu đời nhất nếu không kể đến mô hình thực nghiệm của Grove. Tế bào nhiên liệu kiềm đã và vẫn đang được sử dụng trong ngành du hành vũ trụ và tàu ngầm. Đây là loại tế bào nhiên liệu duy nhất cần oxy và hiđrô thật tinh khiết để chuyển hóa năng lượng vì chỉ cần một lượng nhỏ các chất bẩn là đã có thể làm hỏng các tế bào. Kiềm kali được sử dụng làm chất điện phân. Tế bào nhiên liệu kiềm ít có khả năng được sử dụng thông thường vì các yêu cầu về độ tinh khiết của khí làm tăng giá thành của hệ thống lên rất cao. Tuổi thọ của tế bào nhiên liệu kiềm cũng bị hạn chế bởi việc thất thoát điện thế từ 15 mV đến 50 mV sau mỗi 1.000 giờ sử dụng. Tế bào nhiên liệu kiềm đã được sử dụng trong các chương trình Apollo, trong Skylab và các tàu con thoi.